# Кнежевина Антиохија
Кнежевина Антиохија је била крсташка држава која је постојала на простору данашње северне Сирије и јужне Турске.
Основана је за време Првог крсташког рата, након вишемесечне опсаде Антиохије. Први владар кнежевине био је Боемунд Тарентски који је одиграо кључну улогу у заузимању града склопивши договор са једним од стражара. Кнежевина Антиохија је у почетку свога постојања формално била вазално подређена Јерусалимској краљевини. Кнежевина је, поготово у првим деценијама, водила ратове са суседним државама, али и са Византијом чији су цареви успели да средином 12. века успели да кнежеве Антиохије учине византијским вазалима. Антиохија је била преслаба да учествује у Трећем крсташком рату, али се, уз подршку италијанских република, одупрла Саладину. Средином 13. века потпала је под врховну власт монголског кана Хулагуа, а 1268. године је престала да постоји када ју је освојио египатски владар Бајбарс.

## Оснивање
Антиохија је била најјача тврђава у Сирији. Са свих страна је била окружена са 400 бедема, реком Оронт и планинама. Њоме је управљао Јаги Сијан, вазал селџучког краља Ридвана од Алепа. Крсташи су опсели Антиохију (октобра 1097). Муслимани су међусобно ратовали те нису могли да помогну грађанима Антиохије. Одреде из Дамаска и Алепа потукао је Боемунд Тарентски. Међутим, због оскудице у храни и води долазило је до масовних епидемија у крсташком логору због чега је дезертирање било често. Сам Боемонд хтео је да напусти Свету земљу, а остао је тек уз обећање да ће град након освајања припасти њему. Како би се ослободио Византинаца, Боемонд их је убедио да се против њих спрема завера међу крсташима. Византинци су напустили опсаду и повукли су се у Византију. Сада крсташи нису имали обавеза према цару Алексију.
Исламски свет је у то време подељен између присталица Абасидског калифата у Багдаду и Фатимидског калифата у Каиру. Фатимиди склапају договор са крсташима и 1098. године им преузимају Јерусалим.
Боемонд је за то време успео да се повеће са Јерменом Фирузом који је пристао да Франке уведе у град. Боемундови војници су се 2. јуна преко ноћи увукли у град и запосели куле. Потом су отворили капије својим савезницима. Јермени, Грци и Сиријци придружили су се крсташима који су побили сво муслиманско становништво укључујући и Јаги Сијана. Већ следећег дана сами крсташи опседнути су у Антиохији од стране мосулског емира Курбука. Убрзо су почели да умиру од глади и болести. Да би се подигао морал, било је потребно чудо. Оно се и догодило. Провансалски ходочасник Петар Бартоломеј пронашао је испод једне цркве део Светог копља. Крсташка војска носила га је испред својих редова и однела је победу над бројчано надмоћним муслиманима. Град је коначно освојен јуна 1098. године. Крсашка војска провела је зиму 1098/9. године у Антиохији одакле је наставила ка Јерусалиму. Боемунд се задржао у Антиохији којом је завладао као кнез.

## До Другог крсташког рата
Боемунд је био један од кандидата за јерусалимског краља након Готфридове смрти. Међутим, долазак на јерусалимски престо спречили су Данишменди који су, под вођством Малик Газија, заробили Боемунда код Мелитене 1100. године. Регентство над Антиохијом преузео је његов брат Танкред. За то време је покренут нов крсташки рат 1101. године. Крсташи, међу којима је био и Ремон од Сен-Жила, покушавају да ослободе Боемунда из заробљеништва. Крсташки рат из 1101. године завршен је потпуним неуспехом. Око 150.000 крсташа је погинуло или је пало у заробљеништво. Од 1101. године више се у Свету земљу никада није запутила толика крсташка армија.
Танкред опседа визатијске градове Латакију и Тарсус, али су све новоосвојене територије изгубљене у бици код Харана у којој је заробљен гроф Едесе Балдуин ле Бурж. Боемунд је убрзо напустио Свету земљу како би ратова против Византије остављајући Танкреда као регента. Након пораза којег му је нанео цар Алексије Комнин, Боемунд је принуђен да, Деволским споразумом, призна вазални однос Антиохије према Византији. Танкред је умро 1112. године, а наследио га је малолетни Боемунд II уместо кога је као регент Антиохијом управљао Руђер од Салерна. У бици на Крвавом пољу 1119. године Руђер је погинуо, а Антиохија је постала вазална држава Јерусалимске краљевине. Балдуин ле Бурж, тадашњи јерусалимски краљ, влада Антиохијом до 1126. године када је Боемунд II преузео власт оженивши се краљевом ћерком Алисом. Након Боемундове смрти кнежевину је наследила његова млада ћерка Констанца. Њу је јерусалимски краљ Фулк Анжујски удао за Ремона од Поатјеа 1136. године. Она је тада имала свега 10 година док је Ремон имао 36.
Године 1138. у Свету земљу је стигао моћни византијски цар Јован II Комнин. Он је одмах изнео своје захтеве за предајом Антиохијске кнежевине на коју је сматрао да Византија полаже право још од 1198. године. Комнин тријумфално улази у Антиохију. Са Фулком је склопио савез против муслимана којима је кренуо да преотима градове. Ремон од Поатјеа признао је вазалну зависност Антиохије, али је истовремено подстакао побуну становништва Антиохије која је цара приморала да се повуче у Малу Азију. Тако се франачко-византијски савез распао чиме је спашена Зенгијева држава. Крајем јесени 1143. године Фулк је умро. Наследио га је малолетни син Балдуин III уместо кога је као регент владала мајка Мелисенда. Пад грофовије Едесе изазвао је покретање Другог крсташког рата.

## Антиохија и Византија
Током Другог крсташког рата Ремона је у Антиохији посетио француски краљ Луј VII и његова жена Елеонора Аквитанска, Ремонова рођака и љубавница. Након завршетка Другог крсташког рата муслимански емир Нур ад Дин напао је Антиохију. Кнез Ремон страдао је у бици код Инаба. Балдуин Јерусалимски постаје регент Антиохије до 1153. године када кнежевску власт преузима Констанцин муж Рене од Шатијона. Рене је био обичан витез без имања. Одмах по ступању на власт (1155) напао је византијски Кипар и извршио страховит покољ и пљачку.
У жељи да поправи односе са Византијом, Балдуин је затражио руку византијске принцезе. Манојло Комнин му је одредио нећаку Теодору. Венчали су се 1158. године. Теодора је са собом донела огроман мираз и савез са Византијом због чега је дочекана са одушевљењем. Рене од Шатијона морао је понизно да моли Манојла за опроштај. Док је боравио у Светој земљи, Манојло је наложио Нур ад Дину да ослободи хришћанске заробљенике и, након што је алепски емир пристао, није покренуо рат. Одговарала му је равнотежа снага на Леванту, а не победа крсташа. Због тога се 1159. године повукао у Византију. Прва жртва овакве цареве одлуке био је Рене који је већ 1160. године упао у заробљеништво. Нур ад Дин га је држао у тамници 16 година.
Регентство је преузео антиохијски патријарх до 1163. године када власт преузима Боемунд III. Године 1164. Боемунд заједно са Ремоном III од Триполија учествује у бици код Харима. Пораз који су доживели од Нур ад Дина био је велики и обојица су заробљени. На интервенцију јерусалимског краља Амалрика и византијског цара Манојла, Боемунд је пуштен из заробљеништва следеће године. Боемунд је потом посетио Цариград где се са царем договорио да обнове грчку патријаршију у Антиохији. Године 1180. неуспешно је покушао да се умеша у избору за јерусалимског краља. У исто време Боемунд је екскомунициран из цркве јер је оставио своју жену Теодору Комнин (ћерку недавно преминулог византијског цара Манојла) и оженио се Сибилом.

## Опадање
У бици код Хатина 1187. године у којој је Саладин катастрофално поразио Јерусалимску краљевину Боемунд није учествовао. Потом је Саладин напао и кнежевину Антиохију, али је Боемунд успео да је одбрани. Године 1190. примио је остатке немачке војске из Трећег крсташког рата. Четири године касније заробио га је Лав II Јерменски. Уз посредовање Хенрија II од Шампање пуштен је на слободу 1195. године, али се одрекао свих вазалних права на Киликијску Јерменију. Боемунд је умро 1201. године, а наследио га је син Боемунд IV. Боемунд од 1187. године влада и грофовијом Триполи те су две крсташке државе уједињене. Од 1201. године Боемунд се за антиохијски престо борио и против Ремона-Рупена, сина старијег Ремона и унука Боемунда III. Године 1208. Боемунд преузима престо од Ремона, али га Ремон поново враћа 1216. године уз помоћ Лава II Јерменског. Године 1219. Боемунд поново преузима престо након Ремоновог заробљавања. Учествовао је у Шестом крсташком рату у коме је светоримски цар Фридрих Велики освојио Јерусалим 1229. године.

## Пад
За време Седмог крсташког рата Луја Светог Антиохијом влада Боемунд V. Умро је 1252. године када га је наследио син Боемунд VI. Први део своје владавине провео је у рату Сен Сабас борећи се на страни Млетачке републике. У рату између Монгола и Мамелучког султаната Боемунд и краљ Киликијске Јерменије директно учествују на страни Монгола. Хетум и Боемунд учествују у монголском освајању Алепа и Дамаска 1260. године. Боемунд је награђен територијама Латакије, Даркуша, Лаодикеје и Џабале. Неприлике у Монголском царству након смрти владара довеле су до повлачења већине монголских освајача са Леванта. Мање снаге под Китбугом остале су на овој територији. Мамелуци су их поразили септембра 1260. године код Ајн Џалута.
Након победе над Монголима, Бајбарс покреће офанзиву против франачке Сирије. Боемунд се сконцентрисао на одбрану Триполија. Бајбарс мења смрт и напада Антиохију 14. маја. Град се скоро није ни бранио. Освојен је за 2 дана. Скоро сви становници били су побијени (њих око 100.000). Исечен је и целокупни гарнизон иако се предао (16.000). Била је то страховита освета за покољ кога су крсташи извршили давне 1098. године приликом освајања Антиохије.